# Miguel d’Escoto Brockmann

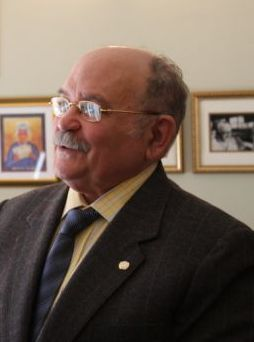
Miguel d’Escoto Brockmann, 2010

Miguel d’Escoto Brockmann (* 5. Februar 1933 in Los Angeles; † 8. Juni 2017 in Managua) war ein nicaraguanischer sandinistischer Politiker, Diplomat und zwischenzeitlich suspendierter römisch-katholischer Priester.

## Leben
Miguel d’Escoto Brockmann wurde am 5. Februar 1933 in Los Angeles geboren. Er wuchs in Nicaragua auf, kehrte aber 1947 in die Vereinigten Staaten zurück, um sein Studium zu beginnen. 1953 trat er in das katholische Priesterseminar des Maryknoll-Missionsordens in New York City ein und wurde 1961 zum Priester geweiht. 1962 erwarb er einen Master an der School of Journalism der Columbia University.
Brockmann gründete 1963 das Nationale Institut für Forschung und Bevölkerungsmaßnahmen (INAP) in Chile mit dem Ziel, die benachteiligten Bewohner der callampas oder Slumviertel am Stadtrand von Santiago de Chile und anderer Städte durch Gemeinschaftsaktionen zur Verteidigung der Arbeitsrechte zu unterstützen. Im Jahr 1973 gründete er die Nicaraguanische Stiftung für integrale Gemeinschaftsentwicklung (FUNDECI) – heute eine der ältesten und angesehensten nichtstaatlichen Organisationen Nicaraguas. Im Jahr 1970 übernahm er die Leitung der Maryknoll-Abteilung für Soziale Kommunikation an ihrem Sitz in New York, wo er den Verlag Orbis Books gründete.
Durch Leben und Werk von Persönlichkeiten wie Leo Tolstoi, Mahatma Gandhi, Martin Luther King und Dorothy Day inspiriert, setzte sich Brockmann für den Multilateralismus und die Achtung des Völkerrechts ein und bekannte sich mit allem Nachdruck zu den Grundsätzen der aktiven Gewaltlosigkeit, der Solidarität und der sozialen Gerechtigkeit, die gemeinsam mit seiner tiefen ethischen Überzeugung die Grundlagen seines politischen Lebens bildeten.
In den Jahren von 1979 bis 1990 war Brockmann im Kabinett von Daniel Ortega Außenminister von Nicaragua. Während seiner Amtszeit spielte er eine Schlüsselrolle im Contadora/Esquipulas-Friedensprozess zur Beendigung der bewaffneten Bürgerkriege in Mittelamerika in den 1980er Jahren. 1984 trug er maßgeblich zum Beschluss seiner Regierung bei, eine Klage gegen die Vereinigten Staaten vor dem Internationalen Gerichtshof wegen der Unterstützung militärischer und paramilitärischer Aktionen gegen sein Land einzureichen. Die Klage wurde zugunsten Nicaraguas entschieden. Brockmann war seit 2007 leitender außenpolitischer Berater von Staatspräsident Ortega im Ministerrang. Er war Vorsitzender des Nationalen Wasserausschusses Nicaraguas und spielt in dieser Funktion eine führende Rolle bei den Bemühungen zur Erhaltung des Nicaraguasees, der größten Wasserressource in Mittelamerika. Er gehörte dem Nationalrat und der Politischen Kommission der Sandinisten an – dem höchsten politischen Gremium der Sandinistischen Nationalen Befreiungsfront (FSLN).
Im Juni 2008 wurde er von der Gemeinschaft der Lateinamerikanischen und Karibischen Staaten einstimmig für das Amt des Präsidenten der Generalversammlung der Vereinten Nationen vorgeschlagen, das er dann von September 2008 bis September 2009 ausübte.
Im September 2009 übergab Brockmann während einer Feierstunde im bolivianischen Präsidentenpalast von La Paz drei internationalen Politikern Auszeichnungen der Generalversammlung der Vereinten Nationen: Evo Morales, bolivianischer Staatspräsident, als „World Hero of Mother Earth“; Fidel Castro, kubanischer Staatspräsident bis 2008, als „World Hero of Solidarity“, und Julius Nyerere, verstorbener Staatspräsident von Tansania, als „World Hero of Social Justice“.
Die aufgrund seiner politischen Tätigkeit durch Papst Johannes Paul II. ausgesprochene Suspendierung als katholischer Priester wurde durch Papst Franziskus am 5. August 2014 aufgehoben. Die Aufhebung folgte auf ein Schreiben d’Escotos, in dem er Papst Franziskus bat, „vor seinem Tod nochmals die Heilige Messe zelebrieren“ zu können.
Miguel d’Escoto Brockmann starb am 8. Juni 2017 in der nicaraguanischen Hauptstadt Managua.

## Auszeichnungen
Brockmann war Träger zahlreicher Auszeichnungen, unter anderem des Ordens von Kardinal Miguel Obando Bravo (2007) – der höchsten Auszeichnung der katholischen Universität Redemptoris Mater (UNICA), den er für seine Friedensarbeit erhielt; des Thomas Merton Awards (1987) für sein Engagement für den Weltfrieden; des Ordens von Carlos Fonseca Amador (1986) – der höchsten Auszeichnung der Sandinistischen Nationalen Befreiungsfront (FSLN) – für seine Beiträge zum Völkerrecht; des Internationalen Lenin-Friedenspreises (1985/86), der ihm von der Sowjetunion verliehen wurde; des Julio-Cortazar-Preises für Frieden und Demokratie in Lateinamerika und der Karibik (1985), verliehen vom Argentinischen Institut für Internationale Beziehungen; sowie des Alfonso-Comin-Friedenspreises, den er 1984 als erster Preisträger dieser Auszeichnung in Barcelona erhielt und im Namen des Volkes von Nicaragua entgegennahm.